# Mount Vernon (Illinois)
Mount Vernon is een plaats (city) in de Amerikaanse staat Illinois, en valt bestuurlijk gezien onder Jefferson County.

## Demografie
Bij de volkstelling in 2000 werd het aantal inwoners vastgesteld op 16.269. In 2006 is het aantal inwoners door het United States Census Bureau geschat op 16.407, een stijging van 138 (0,8%).

## Geografie
Volgens het United States Census Bureau beslaat de plaats een oppervlakte van 30,1 km², waarvan 29,8 km² land en 0,3 km² water. Mount Vernon ligt op ongeveer 132 m boven zeeniveau.

## Plaatsen in de nabije omgeving
De onderstaande figuur toont nabijgelegen plaatsen in een straal van 16 km rond Mount Vernon.

## Geboren
- Crista Flanagan (24 februari 1976), actrice, filmproducente en scenarioschrijfster